# 陰影谷
陰影谷（英語：The Valley of the Shadow）是個以美國南北戰爭為主題的數位史學計畫，計畫由維吉尼亞大學主持，內容描寫來自維吉尼亞州奧古斯塔郡的南軍士兵，以及來自賓夕法尼亞州富蘭克林郡的北軍士兵的不同經驗。
計畫創始人威廉·托瑪斯三世以及愛德華·艾爾斯稱該計畫為「數位研究的應用實驗」 ，計畫內容使用了兩郡附近《斯湯頓觀察家》（維吉尼亞州斯湯頓郡；輝格黨）、《共和擁護者》（維吉尼亞州斯湯頓郡；民主黨）、the Franklin Repository and Transcript（宾夕法尼亚州钱伯斯堡；共和黨）以及the Valley Spirit（宾夕法尼亚州钱伯斯堡；民主黨）共四家報紙，以及里士滿（美利堅聯盟國首都）和紐約兩地的報紙數位化影本 。

學者艾爾莎·奈斯特龍（Elsa A. Nystrom）以及賈斯汀·奈斯特龍（Justin A. Nystrom）對「陰影谷」有如下的看法：
……數位文章挑戰讀者，要讀者依其個人興趣自行選擇閱讀材料的順序，作者稱此為「另類閱讀」（alternative readings）。讀者一開始或許會認為數位媒體的使用相當直接，直到他們發現網站上的材料有多少，以及他們在閱讀的過程中可能不經意地漏掉了什麼。

## 外部連結
- 「陰影谷 Archive-It的存檔，存档日期2009-07-16」官方網站